# ذعر اجتماعي
الذعر الاجتماعي هي حالة تتفاعل معها مجموعة المجتمعات على نحو سلبي أو غير منطقي للتغيرات المفاجئة في الوضع الاجتماعي الراهن. استنادًا إلى دراسة تُسمى الشياطين الحُمر والذُعر الأخلاقي لستانلي كوهين، فيمكن تفكيك التعريف إلى عدة أقسام. حيث تشمل هذه الأقسام التي عرّفها إريك جود ونخمان بن يهودا في عام 1994 والتي شملت القلق والعدوانية وتوافق الآراء والتفاوت والتقّلبية. فلا يجب مزج القلق مع الخوف. فالقلق يحدث عند التهديد المحتمل أما الخوف يحدث مع العداء والغضب تجاه الأشخاص المسؤولين الذين هم جزءً من المشكلة. فينظر لهؤلاء الأشخاص بالإجماع على أنهم العدو بسبب سلوكهم العدواني. وعليه فإنه يحدث إجماعًا يقر بأن هؤلاء الأشخاص يمثلون تهديدًا فعليًا. فيأتي بعدها دور وسائل الإعلام وما شابهها في نشر الذعر الاجتماعي. فيقارن اختلاف ردود أفعال المجتمع في جديتهم تجاه الحالة مع التقلبات الناتجة عن الذعر الاجتماعي.

## المسببات
- يصف نموذج قراس روت حالة الذعر الاجتماعي أنها تحدث من خلال الأفراد في المجتمع، فينتشر الشعور بأن هنالك خطرٌ قادم مهدداً أمن الأفراد في المجتمع. هذا الشعور لا ينبع من خلال الأفراد فحسب، بل إنهُ ينبع من خلال جماعات مختلفة مثل الإعلام والجماعات السياسية التي تُحرك وسائل الإعلام أينما شاءت لتقديم الرأي العام حول واقع الأمر. تنص هذه النظرية على أن وسائل الإعلام لا يمكنها الإبلاغ عن القلق عند عدم وجود أي منها في الأصل. فوسائل الإعلام والسياسيين هما مجرد وسيلة لعرض ما يعبر عنه الناس. علاوةً على ذلك؛ يمكن أن تؤثر وسائل الإعلام على الطريقة التي يرى فيها الأفراد حالتهم الاجتماعية. مثالاً على هذه النظرية هو كيف يتسبب الناس في حالة الذعر الاجتماعي بسبب الطاقة النووية. بعد حادث جزيرة ثري مايل حيث كان هناك انصهار مفاعل نووي فقام الأفراد بإخلاء منازلهم على الرغم من عدم إصابة أي عامل أو السكان في تلك المنطقة. السبب الوحيد الذي جعل الناس يدركون ما يجري كان بسبب الذعر الاجتماعي الذي تسبب به الناس عندما تفاعلوا مع الموقف. إذًا فسبب هذا الذعر هو الناس وليس مجموعة المصالح كما هو موضح أدناه.
- يفسر نموذج صفوة المهندسين أن الذعر الاجتماعي حالة مبالغ فيها لأنها مشاكل تصدر من الأشخاص الذين يعتقدون أنهم نخبة المجتمع وأعلى طبقةً من الاخرين في المجتمع. هذا النوع من الناس يثير الخوف بين الطبقات الأخرى بشأن قضية لا تعد خطرة على المجتمع. فتشتت الانتباه بعيداً عن المشكلات التي تؤثر على من يعتقدون أنهم نخبة المجتمع مثل مالكي الشركات. حيث أنهم يملكون صلات مع وسائل الإعلام ويعرفون السياسيين الذين يمكنهم تقديم مقترحات لمصالحهم. فمثالاً يوضح ذلك هم الروس وتحديداً القياصرة، فهم يبعدون التركيز عن غضب الفقراء عن طريق نشر مؤامرة يهودية تسبب الغوغاء لتفكيك وقتل المجتمعات اليهودية. هذه هي مقدرة النخبة للسيطرة على الاتجاهات التي تتيح لهم تحقيق أهدافهم الخاصة. إذ أنهم يريدون الاستمرار في الاستفادة من انعدام المساواة الاقتصادية والسياسية.
- يتكون نموذج مجموعة المصالح من أشخاص في مجموعات مصالح يوجهون تركيز الجمهور على الإجراءات التي تهدف إلى أن تكون سلبية من الناحية الأخلاقية وتشكل خطراً على المجتمع. إذ أنهم يريدون منهم أن يتعرفوا على المشكلة التي تؤثر عليهم مباشرة. على عكس نموذج صفوة المهندسين، فإن مجموعات المصالح هي التي تخلق حالة الذعر الاجتماعي وتعتقد أنها تقدم خدمة عامة لأنها ستسفيد مما تفعله. ويفعلون ذلك باستخدام وسائل الإعلام للتأثير على الرأي العام. إذا نجحوا في القيام بذلك، فسوف يلفت الانتباه إلى مجموعة المصالح الخاصة بهم، كاسبين منها ثقة المجتمع ويكونون اليد الأعلى على جماعات المصالح المعارضة. فمثالاً على ذلك هو أن السياسيين يستخدمون قضية تعاطي المخدرات لإثارة الفزع الاجتماعي من أجل إعادة انتخابهم. وعلى الرغم من رغبتهم في البقاء في مناصبهم، إلا أنهم ما زالوا يعتقدون أن تعاطي المخدرات يمثل مشكلة يرغبون في مخاطبتها للجمهور.

## وسائل الاعلام
يلعبُ الإعلام دوراً مهماً في عرض ردة الفعل الاجتماعية. فوفقاً لستانلي كوهين، هنالك طرق تعبّر عنها وسائل الإعلام وهي المبالغة والتزوير ومن ثم التكهن والرمزية. 

### المبالغة والتشويه
يمكن لوسائل الإعلام في هذه العملية «إزاء التقارير» باختيار كلمات معينة. مثل الاضطراب، وتستخدم لتعني وجود شكوى تتعلق بالضوضاء التي سببتها الموسيقى الصاخبة المجاورة ومجموعات الأشخاص الذين يرمون الحجارة ويتصرفون بعنف ويشعلون النيران في السيارات. فيمكن أن تصاغ القضايا على أنها مشكلة بسيطة وتبدو أكثر خطورة مما هي عليه بالفعل. وهذا سبب يجعل الأفراد يبالغون في ردات فعلهم استجابةً لمشاكل نسبية، وقد يدفعهم للاعتقاد بأن الاضطرابات وأعمال الشغب وأعمال الإرهاب تحمل نفس المعنى.
وفضلاً عن ذلك، قد تتسبب العناوين الرئيسية التي تستخدمها وسائل الإعلام في أن يتصرف المجتمع بطريقة غير منطقية تجاه القضايا البسيطة. ويمكن أن تكون سُبل خادعة ويمكن الإبلاغ عن معلومات لا علاقة لها بالقضية. مستخدمين من خلالها مفردات تحمل معاني سلبية مثل «العنف» وفي الحقيقة لا يوجد هنالك عنف من الأصل. ويمكن لوسائل الإعلام أن تُحيلنا أيضاً إلى خصائص محددة وهي أصل الجريمة التي اُرتكبت. فمثلاً، يمكن أن تُناقش قضية جريمة قتل، ولكن العنوان يرّكز على قلسونة الجاني متأكدين بأنها ستجذب الانتباه للجاني بدلاً عن الجريمة الفعلية. فهذا يجعل الناس يصابون بالهلع ويبالغون بردة فعلهم عندما يرون شخصاً ما مرتدياً نفس قلسونة الجاني.

### التكهن
هذا هو وكر وسائل الإعلام التي تُرجح فيه أن الحادث قد يحدث مرةً أخرى في المستقبل، وهو نادر الحدوث. يصف الأفراد ما يجب القيام به في المرات المقبلة وما الاحتياطات اللازم اتخاذها. ويمكن للتكهن بالمستقبل أن يُحيل تفكير الأفراد باستمرار حول ما يمكن أن يحدث مسبباً لهم كارثة طبيعية. فنتيجة ذلك، هي أن تؤدي الأفراد بالإصابة بالذعر الاجتماعي في كثير من الأحيان. 

### الرمزية
الرمزية عبارة عن صور نمطية وكلمات وصور معينة تهدف لتغيير أفكار مجموعات معينة. لذا فيمكن وصف الرمزية في ثلاث عمليات: تتضمن كلمات مثل "deviant" وتعني الانحراف الاجتماعي. فوفقاً لستانلي كوهين أن الكلمة سترمز لحالة معينة في المستقبل. وقد تشمل الكلمة نوع الملابس التي غيرتها الكلمة الرمزية. يمكن للكلمات المحايدة أن ترمز لحادثة أو عاطفة. مثالاً على ذلك ما تحمله كلمة هيروشيما من قوة عاطفية تذّكرهم بالحادثة التي حدثت في اليابان. علاوةً على ذلك، قد يؤدي استخدام الملصقات التي ترمز لفئة معينة إلى تغيير طريقة حُكمنا عليهم. 
تحمل كلاً من الرمزية والمبالغة والتزوير عناوين سلبية وخادعة. فعلى سبيل المثال، استخدام صور لا قيمة أو معنى لها ومن ثم تزويدها بمعانٍ سلبية مغيرةً تفكير الأفراد في مجتمعٍ ما.

## ردةُ الفعل
بعد حادثة الحادي عشر من سبتمبر، أصبح الأفراد يخافون من حدوث عمليات مشابهة. واستناداً إلى روبرت ويثنو في كتابه "be afraid" (كن خائفاً) استجاب الأفراد بقوة، حيث دفعوا مبالغ طائلة في محاربة الإرهاب. حيث أنفقت الولايات المتحدة مليارات الدولارات في تقوية الدفاع والأمن القومي، ولكن المشكلة تكمن في طريقة ردة فعلنا. 
منذ أن أصبح الأفراد أكثر تعصباً تجاه الأمن القومي الأمريكي، أصبح التركيز منحط على الطريقة السليمة للتعامل مع القضية عوضاً عن الطريقة الخاطئة. كما سبقت الإشارة إلى أن التكهن بإمكانيات لا نهاية لها يمكن أن يكون أمراً خطيراً مثل التهديد. لا يعتقد المواطنون أنهم يمكنهم الرد على الهجمات الإرهابية مستقبلاً. فدائماً ما يتم تذّكير المواطنين بالقلق والخوف الذي يحتمل أن يتعرضوا له بسبب الكم الهائل من تغطية الإعلام والكُتب التي نُشرت بعد الحادثة. ففي بوسطن استفسر الناس عن العلاقات التي تربطهم بأسامة بن لادن. لأن الهجمات لم يسبق لها مثيل على التاريخ الأمريكي، ولأن الناس لم يمروا بها سواءً على نحو مباشر أو غيره. فكانت ردة فعل الأمريكيين هي اتخاذ إجراء لازم لمحاربة التطرف.

## الانتقاد
تدّعي أنجلا مكروبي وسارة ثورنتون أن عمل ستانلي كوهين في بحثه عن الذعر الأخلاقي قد عفا عليه الزمن وتحتجا أن هنالك حاجة ماسّة إلى المزيد من المعلومات. تقترح مكروبي أن فكرة الذعر الأخلاقي أصبحت شائعة جداً لدرجة أن وسائل الإعلام تستخدمها مع سبق الإصرار. وتقول سارة أن وسائل الإعلام هي أصل حالة الذعر الأخلاقي ولكن بشكل غير مباشر. ومع ذلك فإن وسائل الإعلام تتلاعب بها على نحوٍ تلقائي. 
اعترفت إيفون جويكس بالمشاكل التي شكّلت مفاهيم الذعر الاجتماعي. ففي المقام الأول، وصفت المصطلع بالغموض وفشل في توضيح موقف الجمهور. وواصلت شرح الذعر الأخلاقي بأنه ضد الحكومة ولا يوجد دليل قاطع على أن المجتمع قلق حيال النطاق المتشارك بينهم. كما تم تشارك رأي مكروبي تجاه الذعر الأخلاقي بأنه يستخدم نطاق واسع من وسائل الإعلام. ولخّصت بأنهُ إذ توجب أن يتحول هذا المفهوم إلى «أُسس مفاهيم سليمة» فيتوجب مراجعته بشكل دقيق.